# Middlesex (Nowy Jork)
Middlesex – miasto w Stanach Zjednoczonych, w stanie Nowy Jork, w hrabstwie Yates.